# Schermen op de Paralympische Zomerspelen 1996
Op de Xe Paralympische Spelen die in 1996 werden gehouden in het Amerikaanse Atlanta was schermen een van de 19 sporten die werd beoefend. Voor Nederland en België waren er geen schermers op deze spelen bij het schermen actief

## Mannen

### Floret
| \| Rank \| Land \| \| ---- \| --------- \| \| 1 \| Hongkong \| \| 2 \| Italië \| \| 3 \| Frankrijk \| |           |
| Rank                                                                                                  | Land      |
| 1 | Hongkong  |
| 2 | Italië    |
| 3 | Frankrijk |

| Klasse | !land | Goud             | land | Zilver             | land | Brons             |
| ------ | ----- | ---------------- | ---- | ------------------ | ---- | ----------------- |
| A      | HKG   | Wai Leung Cheung | ITA  | Alberto Pellegrini | GER  | Wilfried Lipinski |
| B      | FRA   | Jean Rosier      | ITA  | Soriano Ceccanti   | KOR  | Tae Hoon Park     |

### Degen
| \| Rank \| Land \| \| ---- \| --------- \| \| 1 \| Hongkong \| \| 2 \| Frankrijk \| \| 3 \| Italië \| |           |
| Rank                                                                                                  | Land      |
| 1 | Hongkong  |
| 2 | Frankrijk |
| 3 | Italië    |

| Klasse | !land | Goud             | land | Zilver             | land | Brons         |
| ------ | ----- | ---------------- | ---- | ------------------ | ---- | ------------- |
| A      | HKG   | Wai Leung Cheung | ITA  | Alberto Pellegrini | HKG  | Kam Loi Chan  |
| B      | HUN   | Pal Szekeres     | FRA  | Jean Rosier        | FRA  | Pascal Durand |

### Sabel
| \| Rank \| Land \| \| ---- \| --------- \| \| 1 \| Frankrijk \| \| 2 \| Hongkong \| \| 3 \| Duitsland \| |           |
| Rank | Land      |
| 1 | Frankrijk |
| 2 | Hongkong  |
| 3 | Duitsland |

| Klasse | !land | Goud         | land | Zilver            | land | Brons         |
| ------ | ----- | ------------ | ---- | ----------------- | ---- | ------------- |
| A      | FRA   | Yvon Pacault | GER  | Wilfried Lipinski | HKG  | Yan Yun Tai   |
| B      | HUN   | Pal Szekeres | ITA  | Gerardo Mari      | FRA  | Pascal Durand |

## Vrouwen

### Floret
| \| Rank \| Land \| \| ---- \| --------- \| \| 1 \| Frankrijk \| \| 2 \| Duitsland \| \| 3 \| Spanje \| |           |
| Rank                                                                                                   | Land      |
| 1 | Frankrijk |
| 2 | Duitsland |
| 3 | Spanje    |

| Klasse | !land | Goud             | land | Zilver            | land | Brons                       |
| ------ | ----- | ---------------- | ---- | ----------------- | ---- | --------------------------- |
| A      | GER   | Silke Schwarz    | POL  | Jadwiga Polasik   | FRA  | Sophie Belgodere-Paralitici |
| B      | ITA   | Mariella Bertini | ITA  | Rosalba Vettraino | GER  | Esther Weber-Kranz          |

### Degen
| \| Rank \| Land \| \| ---- \| --------- \| \| 1 \| Frankrijk \| \| 2 \| Italië \| \| 3 \| Duitsland \| |           |
| Rank                                                                                                   | Land      |
| 1 | Frankrijk |
| 2 | Italië    |
| 3 | Duitsland |

| Klasse | !land | Goud                     | land | Zilver                      | land | Brons              |
| ------ | ----- | ------------------------ | ---- | --------------------------- | ---- | ------------------ |
| A      | FRA   | Josette Bourgain         | FRA  | Sophie Belgodere-Paralitici | FRA  | Patricia Picot     |
| B      | FRA   | Murielle van de Cappelle | HUN  | Judit Palfi                 | GER  | Esther Weber-Kranz |

Atletiek · Bankdrukken · Basketbal · Boogschieten · Boccia · CP-voetbal · Goalball · Judo · Koersbal · Paardensport · Schermen · Schietsport · Tafeltennis · Tennis · Volleybal · Wielersport · Zeilen · Zwemmen
Rome 1960 ·
Tokio 1964 ·
Tel Aviv 1968 ·
Heidelberg 1972 ·
Toronto 1976 ·
Arnhem 1980 ·
New York & Stoke Mandeville 1984 ·
Seoel 1988 ·
Barcelona 1992 ·
Atlanta 1996 ·
Sydney 2000 ·
Athene 2004 ·
Peking 2008 ·
Londen 2012 ·
Rio de Janeiro 2016 ·
Tokio 2020 ·
Parijs 2024 ·
Los Angeles 2028